# تاکتیک هم‌زمان
تاکتیک هم‌زمان (به انگلیسی: Real-time tactics) سبکی از بازی‌های ویدئویی است که به عنوان یکی از زیر شاخه‌های سبک بازی جنگی تاکتیکی به‌شمار می‌رود و در حالت بی‌درنگ شبیه‌سازی و با در نظر گرفتن شرایط جنگ‌های عملیاتی و تاکتیک نظامی بازی می‌شود. این سبک تا حدودی شبیه به روند بازی استراتژی هم‌زمان است با این تفاوت که فاقد مدیریت کلاسیک منابع، ساخت یگان‌ها و پایگاه نظامی و همچنین اهمیت بیشتر بر روی یگان‌های فردی و تمرکز بر تاکتیک‌های پیچیده در میدان نبرد است.
به طور کلی راهبرد نظامی اشاره به استفاده گسترده از زرادخانه سلاح‌ها شامل دیپلماتیک، اطلاعاتی، نظامی و منابع اقتصادی دارد، در حالی که تاکتیک نظامی بیشتر دربارهٔ اهداف کوتاه مدت همانند پیروزی در یک نبرد شخصی است. مثال‌هایی برای این سبک بازی می‌توان به مجموعه کماندوها و جنگ تمام‌عیار اشاره کرد.